# Liste der Landesmuseen
Mit Landesmuseum werden im deutschsprachigen Raum Museen bezeichnet, die den Schwerpunkt ihrer Ausstellungen vorwiegend auf die geschichtliche Entwicklung einer Region legen. Der Begriff „Land“ wird hierbei unterschiedlich ausgelegt.

## Deutschland

### Baden-Württemberg
- Archäologisches Landesmuseum Baden-Württemberg in Konstanz mit mehreren Zweigmuseen
- Badisches Landesmuseum in Karlsruhe
- Technoseum in Mannheim
- Landesmuseum Württemberg in Stuttgart mit mehreren Außenstellen
- Haus der Geschichte Baden-Württemberg in Stuttgart

### Bayern
- Bayerisches Armeemuseum in Ingolstadt
- Bayerisches Nationalmuseum in München mit mehreren Außenstellen
- Museum der Bayerischen Geschichte in Regensburg
- Museum für Franken in Würzburg
- Staatliches Textil- und Industriemuseum in Augsburg
- Porzellanikon – Staatliches Museum für Porzellan Hohenberg a.d.Eger / Selb
- Burgmuseum Parsberg in Parsberg

### Berlin
- Berlinische Galerie (Landesmuseum für Moderne Kunst, Fotografie und Architektur)[1]
- Bröhan-Museum (Landesmuseum für Jugendstil, Art Deco und Funktionalismus)[1]
- Kunsthaus Dahlem[1]
- Stiftung Deutsches Technikmuseum Berlin[1]
- Stiftung Stadtmuseum Berlin (Landesmuseum für Kultur und Geschichte Berlins)[1]

### Brandenburg
- Archäologisches Landesmuseum im Paulikloster in Brandenburg an der Havel[2]
- Brandenburgisches Landesmuseum für moderne Kunst[3]
- Brandenburgisches Landesmuseum für moderne Kunst / Dieselkraftwerk Cottbus

### Bremen
- Focke-Museum (Bremer Landesmuseum für Kunst und Kulturgeschichte)

### Hamburg
- Archäologisches Museum Hamburg
- Stiftung Historische Museen Hamburg

### Hessen
- Hessisches Landesmuseum Darmstadt
- Museumslandschaft Hessen Kassel (mhk) – Hessisches Landesmuseum Kassel
- Museum Wiesbaden
- Archäologisches Landesmuseum Hessen (ALMhessen) – Keltenwelt am Glauberg in Glauburg-Glauberg
- Archäologisches Landesmuseum Hessen (ALMhessen) – Römerkastell Saalburg in Bad Homburg v. d. H.

### Mecklenburg-Vorpommern
- Archäologisches Landesmuseum Mecklenburg-Vorpommern in Schwerin
- Technisches Landesmuseum Mecklenburg-Vorpommern in Wismar
- Pommersches Landesmuseum in Greifswald
- Virtuelles Landesmuseum Mecklenburg-Vorpommern

### Niedersachsen
- Braunschweigisches Landesmuseum mit vier Außenstellen
- Landesmuseum für Natur und Mensch Oldenburg
- Niedersächsisches Landesmuseum in Hannover
- Niedersächsisches Landesmuseum für Kunst und Kulturgeschichte in Oldenburg
- Ostfriesisches Landesmuseum Emden
- Ostpreußisches Landesmuseum in Lüneburg

### Nordrhein-Westfalen
- Lippisches Landesmuseum in Detmold
- LWL-Landesmuseum für Klosterkultur in Dalheim (Lichtenau)
- LWL-Museum für Archäologie in Herne
- LWL-Museum für Kunst und Kultur in Münster
- LWL-Museum für Naturkunde in Münster
- Oberschlesisches Landesmuseum in Ratingen
- Rheinisches Landesmuseum Bonn
- Westpreußisches Landesmuseum in Warendorf
- Haus der Geschichte Nordrhein-Westfalen in Düsseldorf
- Ruhr Museum in Essen
- LVR-Freilichtmuseum Kommern in Mechernich

### Rheinland-Pfalz
- Landesmuseum Koblenz
- Landesmuseum Mainz
- Historisches Museum der Pfalz in Speyer
- Rheinisches Landesmuseum Trier

### Sachsen
- Staatliches Museum für Archäologie Chemnitz

### Sachsen-Anhalt
- Landesmuseum für Vorgeschichte (Halle)

### Saarland
- Saarlandmuseum in Saarbrücken
- Museum für Vor- und Frühgeschichte in Saarbrücken
- Historisches Museum Saar in Saarbrücken

### Schleswig-Holstein
- Stiftung Schleswig-Holsteinische Landesmuseen

### Thüringen
- Museum für Ur- und Frühgeschichte Thüringens in Weimar
- Thüringer Landesmuseum Heidecksburg in Rudolstadt
- Thüringer Museum in Eisenach

## Österreich
- Landesmuseum Burgenland in Eisenstadt
- Landesmuseum Kärnten in Klagenfurt
- Museum Niederösterreich in St. Pölten
- Oberösterreichische Landesmuseen in Linz
- Universalmuseum Joanneum in Graz
- Landeszeughaus in Graz
- Salzburg Museum (vormals Museum Carolino Augusteum)
- Tiroler Landesmuseum in Innsbruck
- vorarlberg museum (früher Vorarlberger Landesmuseum) in Bregenz
- Wien Museum (Stadt und Land Wien)

siehe auch: Bundesmuseen

## Schweiz
- Schweizerisches Landesmuseum in Zürich

## Liechtenstein
- Liechtensteinisches Landesmuseum in Vaduz

## Italien
- Südtiroler Landesmuseen

## Schweden
- Sörmlands Museum in Nyköping

## Tschechien
- Mährisches Landesmuseum
- Schlesisches Landesmuseum (Opava)

## Ungarn
- Ungarndeutsches Landesmuseum